# Ufermausohr

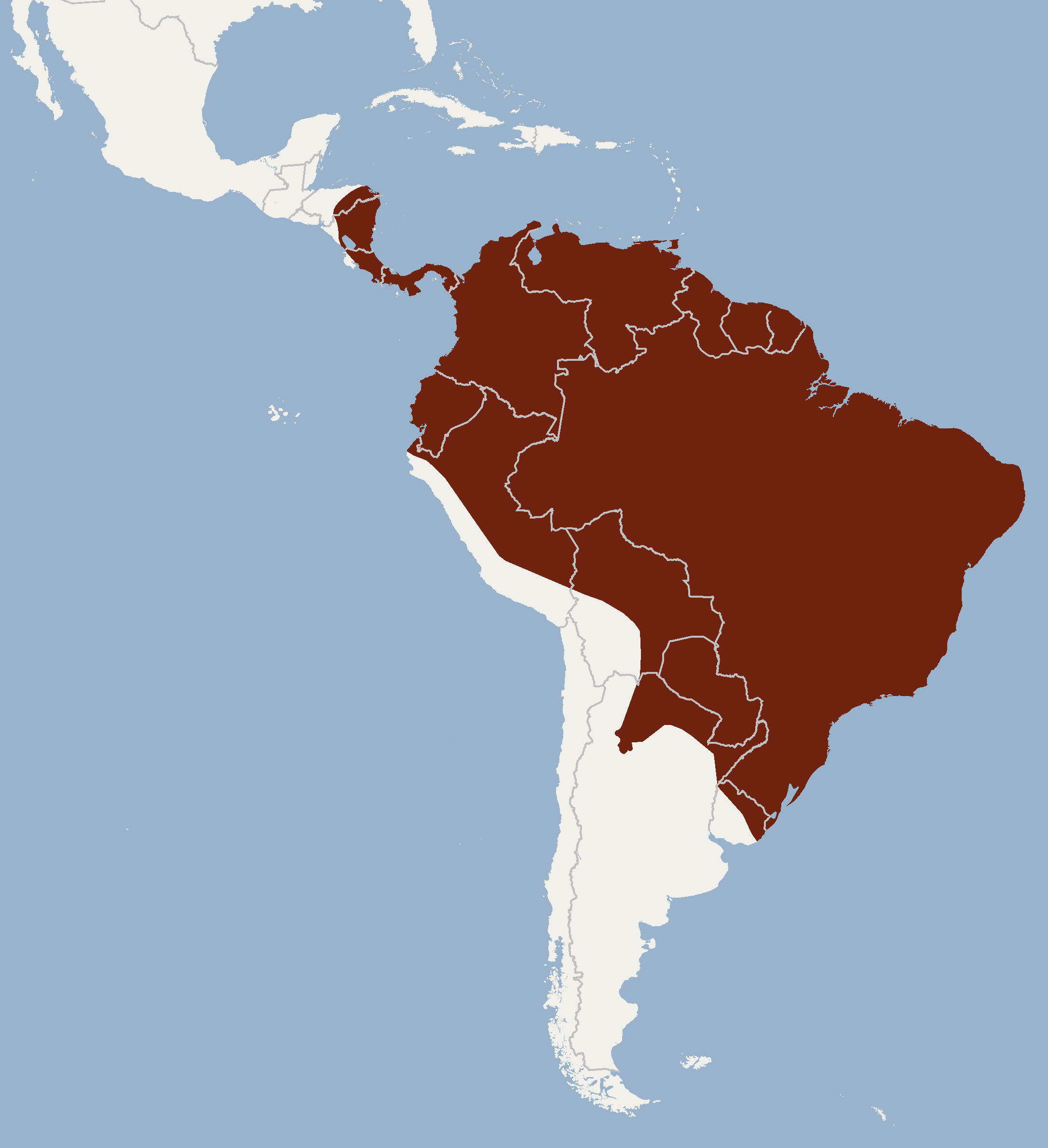
Verbreitungsgebiet des Ufermausohrs

Das Ufermausohr (Myotis riparius) ist eine Fledermaus in der Familie der Glattnasen, die in Mittel- und Südamerika vorkommt.

## Merkmale
Die Art ist mit einer Kopfrumpflänge von 40 bis 54 mm, einer Schwanzlänge von 31 bis 43 mm sowie mit einem Gewicht von 4 bis 7 g ein kleiner Gattungsvertreter. Sie hat 32 bis 38 mm lange Unterarme, 7 bis 9 mm lange Hinterfüße und 11 bis 14 mm lange Ohren. Das leicht wollige Fell der Oberseite wird aus 5 bis 6 mm langen Haaren gebildet. Es variiert in seiner Färbung von dunkelbraun bis orangebraun, während die Unterseite von hellbraunem Fell bedeckt ist. Die dunkelbraunen Ohren des Ufermausohrs sind schmal und auf der Schnauze ist die rosabraune Haut sichtbar. Die Flughäute sind schwarz gefärbt. Das Ufermausohr ist dem Schwarzen Mausohr (Myotis nigricans) sehr ähnlich. Kennzeichnendes Merkmal für das Ufermausohr ist der seitlich liegende und selten sichtbare zweite Prämolar im Oberkiefer.

## Verbreitung und Lebensweise
Das Ufermausohr kommt vom Osten Honduras bis in den Norden Argentiniens und Uruguays vor. Die Art wird oft in immergrünen Wäldern, in teilweise laubabwerfenden Wäldern sowie über angrenzenden Freiflächen beobachtet. Sie erreicht meist 1000 Meter Höhe und selten 2000 Meter Höhe.
Die Tiere bilden am Ruheplatz Kolonien und jagen Insekten.

## Status
Für das Ufermausohr liegen keine Bedrohungen vor. Es wird von der IUCN als nicht gefährdet (Least Concern) gelistet.

## Belege
1. ↑  Myotis riparius. In: Don E. Wilson, DeeAnn M. Reeder (Hrsg.): Mammal Species of the World. A taxonomic and geographic Reference. 2 Bände. 3. Auflage. Johns Hopkins University Press, Baltimore MD 2005, ISBN 0-8018-8221-4.
2. 1 2  Reid, Fiona: A Field Guide to the Mammals of Central America and Southeast Mexico. Oxford University Press, 2009, S. 153 (Myotis riparius).
3. 1 2 3  Myotis riparius in der Roten Liste gefährdeter Arten der IUCN 2017. Eingestellt von: Barquez, R., Perez, S. & Diaz, M., 2016. Abgerufen am 14. Februar 2018.